# Al General Franco
Al General Franco es una estatua ecuestre dedicada al dictador Francisco Franco, elaborada por Josep Viladomat en 1963. Estuvo situada en el castillo de Montjuic de Barcelona hasta 2008, fecha en que fue retirada en virtud de la Ley de Memoria Histórica. En la actualidad está depositada en el almacén del Museo de Historia de Barcelona.

## Historia y descripción
La iniciativa de una escultura dedicada a Franco, que no tenía ninguna en Barcelona, partió del alcalde José María de Porcioles, en agradecimiento por la donación a la ciudad del castillo de Montjuic por parte del Caudillo, en 1960. Porcioles era alcalde desde 1957, y durante su mandato se colocaron en la ciudad un gran número de obras de arte público, algunas de ellas ensalzadoras del régimen franquista, como el Monumento a José Antonio Primo de Rivera (1964), situado en la avenida Infanta Carlota (retirado en 2009) o la estatua de Franco.
El encargo fue realizado a Josep Viladomat, autor, paradójicamente, del Monumento a la República en 1934. El escultor aceptó a regañadientes, debido a un pequeño problema legal: Viladomat vivía entre Barcelona y Andorra, lugar donde compró un coche de importación a bajo coste; sin embargo, debía permanecer medio año en el Principado, condición que no mantuvo, por lo que un día fue confiscado por la Guardia Civil en la capital catalana. Viladomat pidió ayuda a Porcioles, que era además de alcalde juez de paz en Andorra; este intercedió por él a cambio de la elaboración de la estatua.
El formato elegido fue el de la estatua ecuestre, de larga tradición para militares y estadistas desde tiempos de la antigua Roma, y especialmente desde el Renacimiento, época en que proliferaron este tipo de obras realizadas por los mejores escultores del momento, como la dedicada a Gattamelata, de Donatello; el Monumento a Bartolomeo Colleoni, de Andrea del Verrocchio; o la estatua ecuestre de Cosme I de Médici, de Juan de Bolonia. En Barcelona había ya diversas estatuas ecuestres, como la dedicada al General Prim (Lluís Puiggener, 1882-1887), la de Ramón Berenguer III (Josep Llimona, 1888) o la de San Jorge (Josep Llimona, 1924).
El Caudillo está representado en uniforme militar, sujetando con la mano izquierda las riendas del caballo, y el brazo derecho alzado, como dirigiendo a sus tropas. El caballo va al paso, con la pata delantera izquierda levantada. La obra tiene un cierto estilo barroco, ya que recuerda los retratos de Felipe IV o el conde-duque de Olivares efectuados por Velázquez. La estatua fue colocada en el patio de armas del castillo de Montjuic, donde fue inaugurada por el propio Franco el 17 de junio de 1963.
Con la llegada de la democracia la estatua fue objeto de frecuentes vandalismos: en 1985 fue pintada de rosa, lo que provocó que fuese retirada al interior del Museo Militar de Montjuic. En 2011 fue confinada en un espacio expositivo no visitable y, por último, en 2008 fue retirada de su emplazamiento y guardada en el almacén municipal de Via Favència. Estando en este almacén le fue sustraída la cabeza en 2013, sin que fuese posible averiguar el autor de la decapitación ni el paradero de esta parte de la escultura.
En octubre de 2016 la estatua fue objeto de una agria polémica al ser expuesta de nuevo en la vía pública en el contexto de una exposición organizada en el Centro Cultural del Borne titulada Franco, Victoria, República. Impunidad y espacio urbano. Inaugurada el 18 de octubre de 2016, esta exposición pretendía denunciar la impunidad con que diversos símbolos franquistas habían pervivido en el espacio urbano hasta bien avanzada la democracia, gracias a la permisividad y la banalización de la dictadura ejercidas por buena parte de la sociedad y las instituciones. La estatua de Franco fue colocada en el exterior del centro expositivo, junto a la estatua de la Victoria de Frederic Marès, otro de los símbolos franquistas de Barcelona. Su emplazamiento fue duramente criticado por diversos partidos políticos, que reprocharon al consistorio de Ada Colau su colocación en un espacio público, agravado porque el Borne está considerado uno de los puntos neurálgicos del sitio de Barcelona de 1714. Incluso el gobierno de la Generalidad de Cataluña lo tildó de «grave error». Desde el día de su colocación, la estatua fue objeto de diversos actos vandálicos: le arrojaron huevos y pintura, le colocaron una muñeca hinchable y una cabeza de cerdo; finalmente, el día 21 fue derribada al suelo, sufriendo diversos desperfectos —la figura del dictador se desprendió del caballo—, por lo que la obra tuvo que ser retirada.